# Velečevo (Ključ)
Velečevo falu Bosznia-Hercegovinában, a Bosznia-hercegovinai Föderáció Una-Szanai kantonjában, Ključ községben.

## Fekvése
Bosznia-Hercegovina nyugati részén, Bihácstól légvonalban 83, közúton 98 km-re délkeletre, Ključtól légvonalban 4, közúton 5 km-re délkeletre, a Szana jobb partján, a Jajcát Biháccsal összekötő M5-ös főút mentén fekszik. 

## Népessége
| Nemzetiségi csoport | Népesség 1991 | Népesség 2013 |
| ------------------- | ------------- | ------------- |
| Szerb               | 12            | 0             |
| Bosnyák             | 500           | 404           |
| Horvát              | 0             | 0             |
| Jugoszláv           | 0             | 0             |
| Egyéb               | 13            | 5             |
| Összesen            | 525           | 409           |

## Története
Velečevo falu története a számos régészeti lelőhely leletei alapján a távoli múltra tekint vissza. Ez a hely természeti adottságai és kedvező stratégiai helyzete miatt mindig alkalmas volt védelmi létesítmények építésére. A Szana jobb partján a régmúltban több erődítményt is emeltek. A falutól nyugatra, a Szana nagy kanyarulatában emelkedő 400 méter magas Durmišević nevű hegyen már az őskorban erődítmény állt. Az erődöt valószínűleg a bronzkorban építették, de használatban maradt a vaskorban is. Ezt az erődítményt később a rómaiak is tovább építették és legkésőbb a 4. századig használatban volt. A település másik római kori lelőhelye a „Gromile”, ahol az ókorban római település, közelében pedig villagazdaság állt. Ezek az erődhöz hasonlóan a 4. századig álltak fenn.
A település középkori létezéséről tanúskodik a „Mramorje” lelőhely késő középkori temetőjének maradánya. Az itt talált stećak sírkövek a 14-15. században terjedtek el Bosznia-Hercegovina, Szerbia, Horvátország és Montenegró területén, és a 10. századi Bulgáriában feltűnt, a kereszténység főáramlatának behódolni nem akaró, Boszniában élő bogumilok sírkövei voltak. A bogumilok többsége az oszmán-törökök európai hódítása során áttért az iszlám hitre. A középkori települést védte a Szana jobb partján a „Lokve” nevű lelőhelyen romokban fennmaradt középkori erőd. A török a 15. század végén hódította meg ezt a területet.
Velečevo 1878-ig tartozott az Oszmán Birodalomhoz, majd az Osztrák-Magyar Monarchia része lett. 1879-ben az első osztrák-magyar népszámlálás során a faluban 35 házat és 221 muszlim lakost számláltak. 1910-ben 84 házat, 19 ortodox szerb és 355 muszkim lakost találtak itt. A monarchia szétesésével 1918-ben előbb a Szerb-Horvát-Szlovén Királyság, majd 1929-től a Jugoszláv Királyság része. 1921-ben a faluban 73 házat és 352 lakost számláltak. 1945-től a település a szocialista Jugoszlávia része volt. A boszniai háború idején, 1995-ben szerb lakossága elmenekült az előrenyomuló bosnyák hadsereg csapatai elől. Ma a falu lakossága 
99%-ban muzulmán bosnyák.
Velečevo első famecsete még az oszmán uralom idején épült. Ez a mecset az első világháború idején megsemmisült. A háború után ugyanitt egy 10x10 méteres kőmecsetet építettek. A mecset az imám házával a második világháború idején leégett. A második világháború után, 1947-ben 12x10 méteres méretű kőmecsetet építettek ide minaret nélkül. 1992-ben ezt is megsemmisítették a Szerb Köztársaság hadseregének egységei.

## Nevezetességei
- Durmiševica – őskori és késő ókori erődítmény maradványai a Szana-folyó kanyarulatában emelkedő hegytetőn. Az erőd nagy része mára beleomlott a Szana szurdokába, mára két sánc és habarcsban rakott kőfalak maradványai maradtak belőle. A leletek között őskori kerámiákon kívül római téglák és cseréptöredékek is előkerültek. Az erőd korát a bronzkorra, a vaskorra és a római korra (3. – 4. század) teszik.[4]

- Gromile – római település és villagazdaság maradványai. Az épületmaradványokból hét kisebb-nagyobb romhalmaz ma is látható építőanyag, tégla és cseréptöredékek formájában. Korát az 1. és 4. század közötti időszakban határozták meg.[4]

- Lokve – késő középkori erődítmény maradványai a Szana jobb partján. A lelőhely egy 60x20 méteres területet ölel fel.[4]

- Mramorje – késő középkori temető maradványai 11 darab észak-déli tájolású sírkővel. A többi mára megsemmisült.[4]